# Mustahamba
Mustahamba (Lets: Melnzobji) is een plaats in de Estlandse gemeente Rõuge, provincie Võrumaa. De plaats heeft de status van dorp (Estisch: küla). De plaatsnaam betekent ‘zwarte tanden’; de Letse naam Melnzobji betekent hetzelfde. Het is niet duidelijk waarom het dorp zo heet.
Tot in oktober 2017 lag Mustahamba in de gemeente Haanja. In die maand werd deze gemeente bij de gemeente Rõuge gevoegd. In die gemeente lag al een dorp Mustahamba. Dat werd toen herdoopt in Kahrila-Mustahamba.

## Bevolking
Het dorp had 5 inwoners op 31 december 2011 en 9 inwoners op 31 december 2021.

## Geografie
De plaats ligt 4,5 km van de grens met Letland.
Bij Mustahamba staat een eik met een omtrek van 6,65 meter en een hoogte van 25 meter, de Mustahamba tamm. De boom is beschermd. In de bast van de boom zijn kruisen gekerfd ter nagedachtenis aan de overleden inwoners van het dorp.

## Geschiedenis
Mustahamba werd voor het eerst genoemd in 1684 onder de naam Musti Hambo Lande, een boerderij op het landgoed Alt-Laitzen. Alt-Laitzen (Estisch: Vana-Laitsna, Lets: Veclaicene) was een kroondomein, dat in 1797 door tsaar Paul I van Rusland ten geschenke werd gegeven aan barones Maria Elisabeth Catharina von Delwig. Daarna wisselde het diverse malen van eigenaar. Het lag in Lijfland, een gebied dat in de jaren 1917 en 1918 werd opgedeeld tussen Estland en Letland. De grens tussen de twee landen kwam over het landgoed te lopen, dat aan beide kanten van de grens onteigend werd. De plaats waar de kern van het landgoed lag, is het huidige Veclaicenes pagasts, een administratieve eenheid binnen de Letse gemeente Alūksnes novads.
In 1765 werd Mustahamba genoemd als dorp. Tussen 1977 en 1997 maakte het dorp deel uit van het buurdorp Raagi. Een ander buurdorp, Palli, werd in 1926 afgesplitst van Mustahamba.

## Foto's

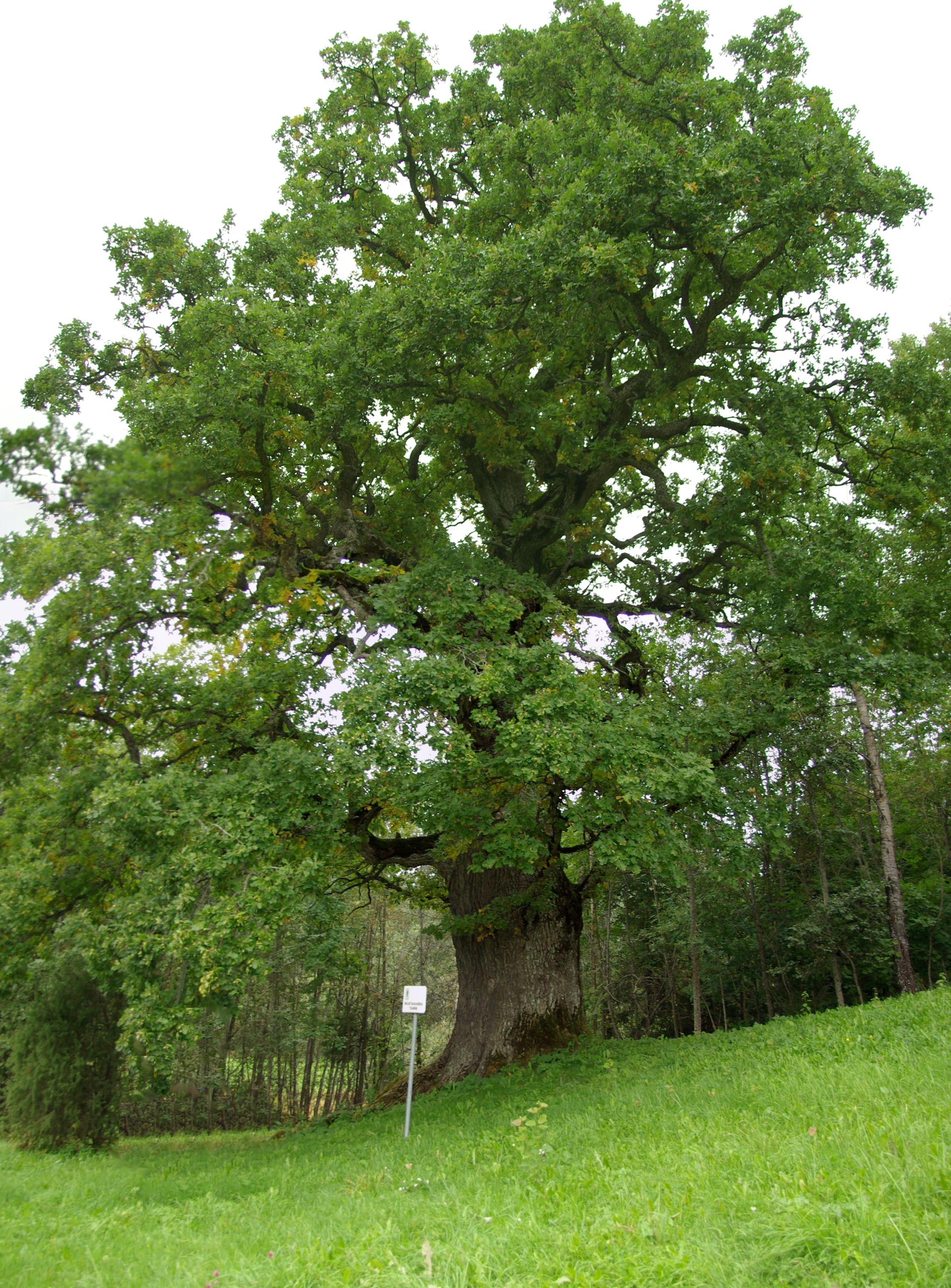
De Mustahamba tamm
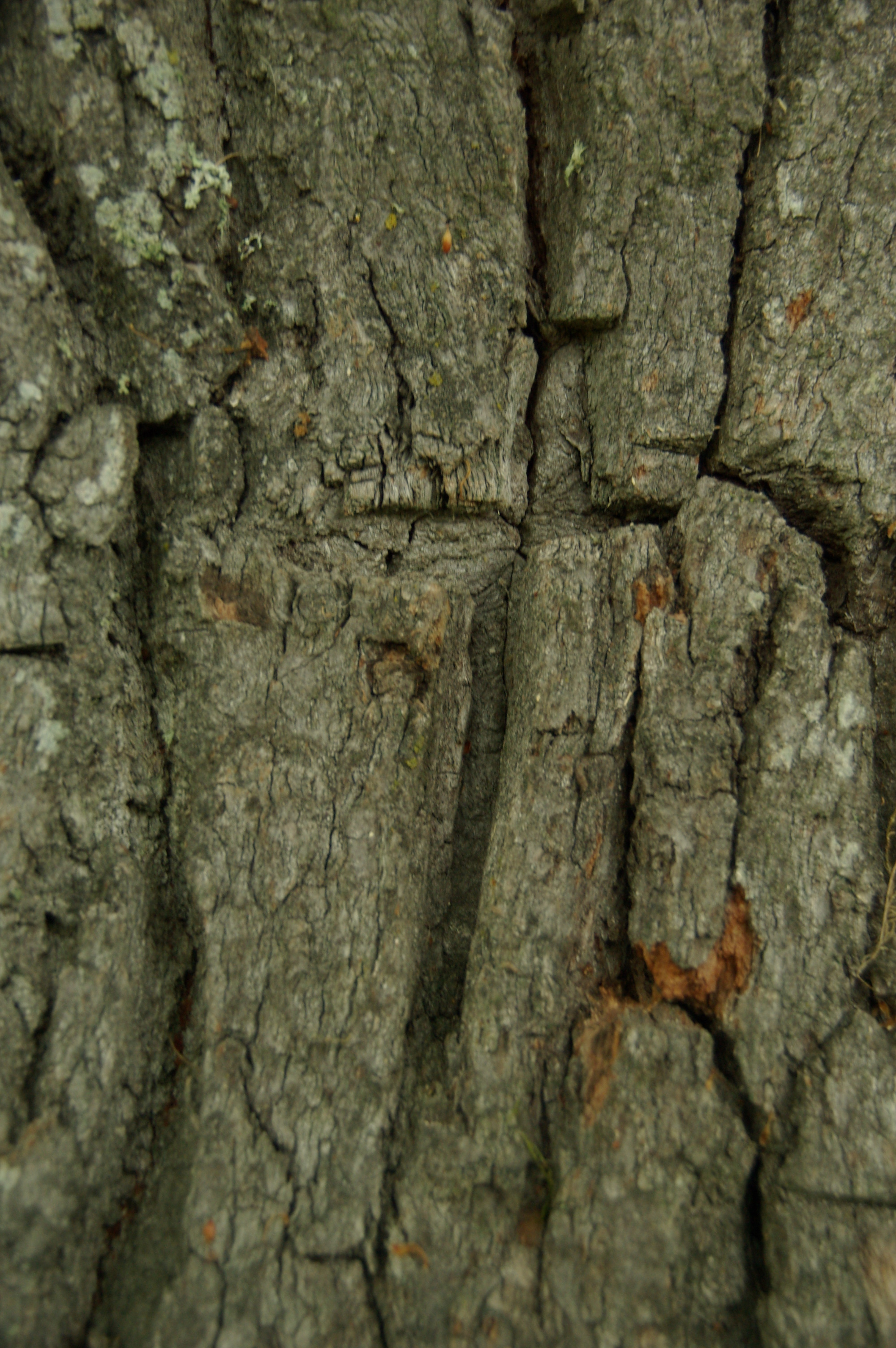
Kruis in de bast van de boom